# ظرفیت نوآوری
ارتقای ظرفیت جذب (توان یادگیری و تعامل) بنگاه ها، باعث تغییر در پایه های دانشی میتوانند با تغییرات کوچک و مداوم در طراحی، مواد و نظایر آن و بر پایه مهارتهای موجود بنگاه صورت گیرد. نتیجه این تغییرات بسیار شدید (ریشه ای) در پایه های دانشی، هم تغییرات مهمی در در بنگاهها و هم بر کل اقتصاد به وجود می آورد. از این تغییرات ریشه ای گاهی به عنوان "تغییر جهت پارادایم (رژیم) فناوری" یاد می شود. که معمولاً در اثر ظهور فناوریهای تحول ساز تسریع می شود. تغییر ریشه ای در پایه دانشی به مفهوم تخریب ارزش های پیشین است. در این نوع تغییر، مهارت ها و دانش موجود رضایت بخش نبوده و یا اصلاً مناسب نیست. ظرفیت موجود نوآوری کاهش مییابد و یا کاملاً از بین رفته و لازم است قابلیتهای جدید جایگزین آن شود.
پارادایم یا رژیم فناوری، ویژگی مشترک فناوری در بنگاههای یک صنعت خاص است. بنگاههایی که دارای پارادایم مشترک هستند، رویکردهای مشابه (نه کاملاً یکسان) در حل مسائل دارند. نوآوریهای مداوم و تدریجی در خط سیر فناوری موجود و در داخل پارادایم مشترک فناوری صورت میگیرد ولی تغییر مسیر یا تغییر جهت پارادایم، شامل تغییر اساسی در دانش پایه، تغییرات مدیریتی، سازمانی  و حتی اجتماعی است